# Pentode

Pentodensymbol
Elemente von oben nach unten
A: Anode
G3: Bremsgitter
G2: Schirmgitter
G1: Steuergitter
K: Kathode
f: Heizung

Eine Pentode ist eine Elektronenröhre mit fünf Elektroden.

## Geschichte und Eigenschaften
Die Pentode (Fünfpolröhre) wurde 1926 von Bernard Tellegen, einem Mitarbeiter am Philips-Forschungslabor, erfunden und zusammen mit Gilles Holst patentiert.
Zusätzlich zur Anode und Kathode, dem Steuergitter und dem Schirmgitter der Tetrode, verfügt sie über ein mit der Kathode verbundenes Bremsgitter. Dieses hält die Sekundäremission der Anode vom Schirmgitter fern.
Die flache Kennlinie von Pentoden zeigt, dass die Anode durch die zusätzlichen Gitter derart abgeschirmt ist, dass eine Änderung der Anodenspannung kaum mehr Einfluss auf den Anodenstrom hat. Er ist nur von der Gittervorspannung am Steuergitter abhängig:

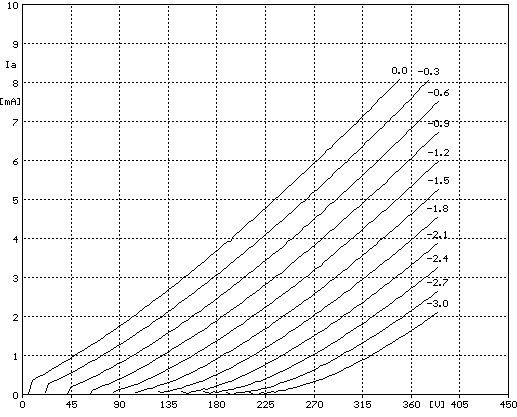
Trioden-Kennlinie
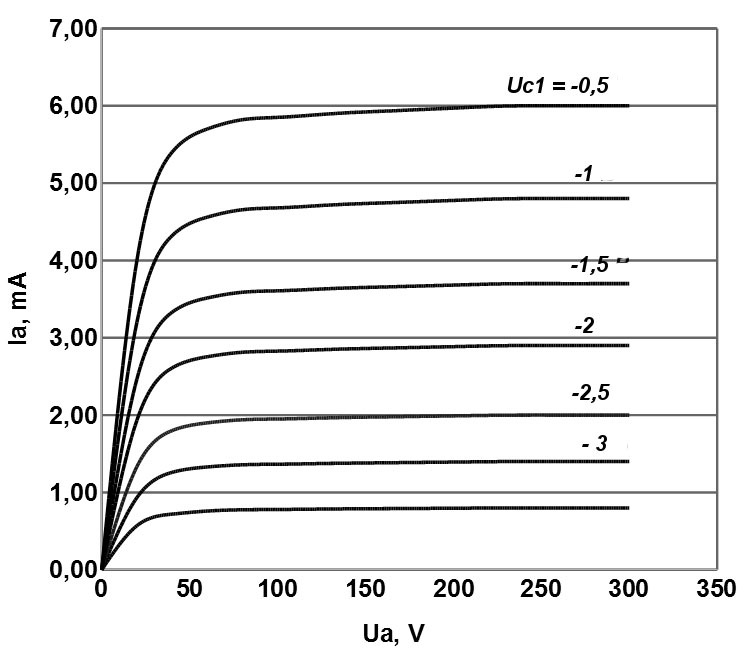
Pentoden-Kennlinie
Vereinfachtes Symbol der Pentode

Dadurch wird eine wesentlich höhere Verstärkung erzielt.
Ähnlich verhält sich die Strahlpentode, die aus lizenzrechtlichen Gründen Beam-Power-Tetrode genannt wurde.

## Beispiele

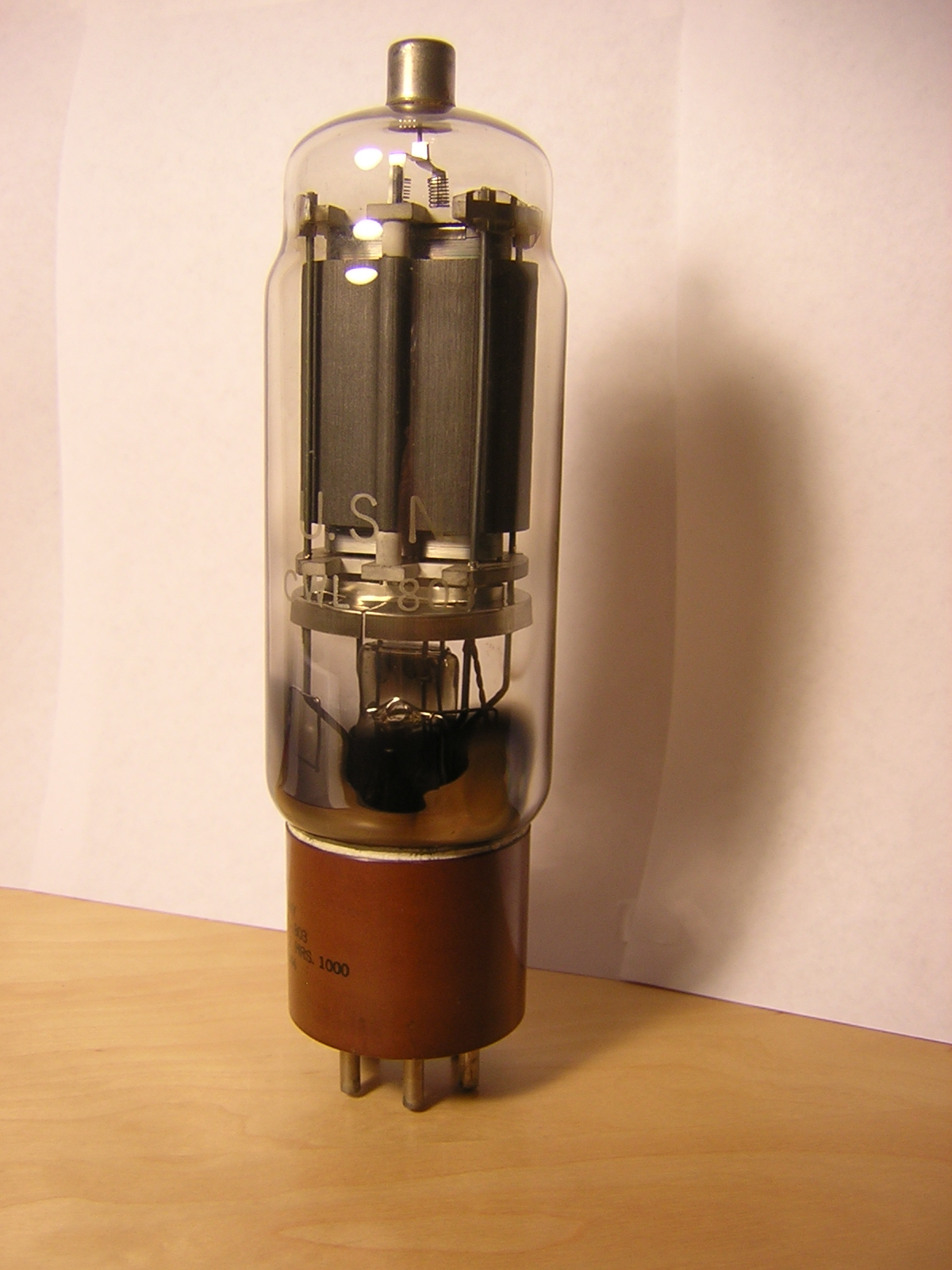
Senderöhre 803, 21 cm lang, Graphitanode
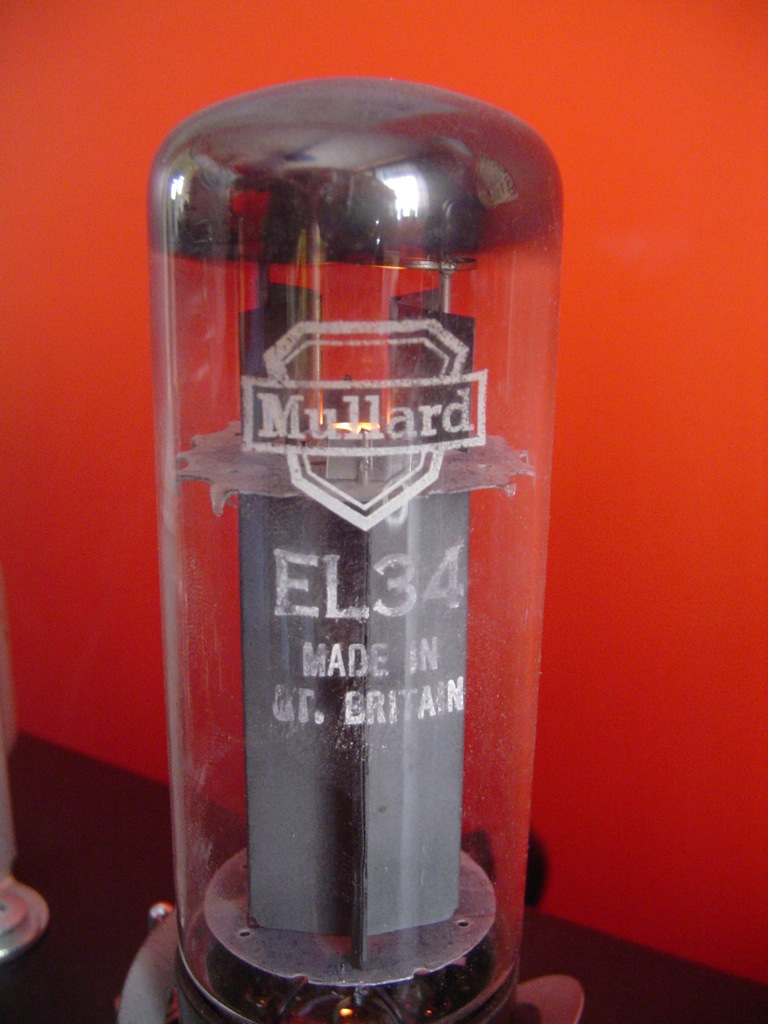
Audio-Verstärkerröhre EL34 von Mullard
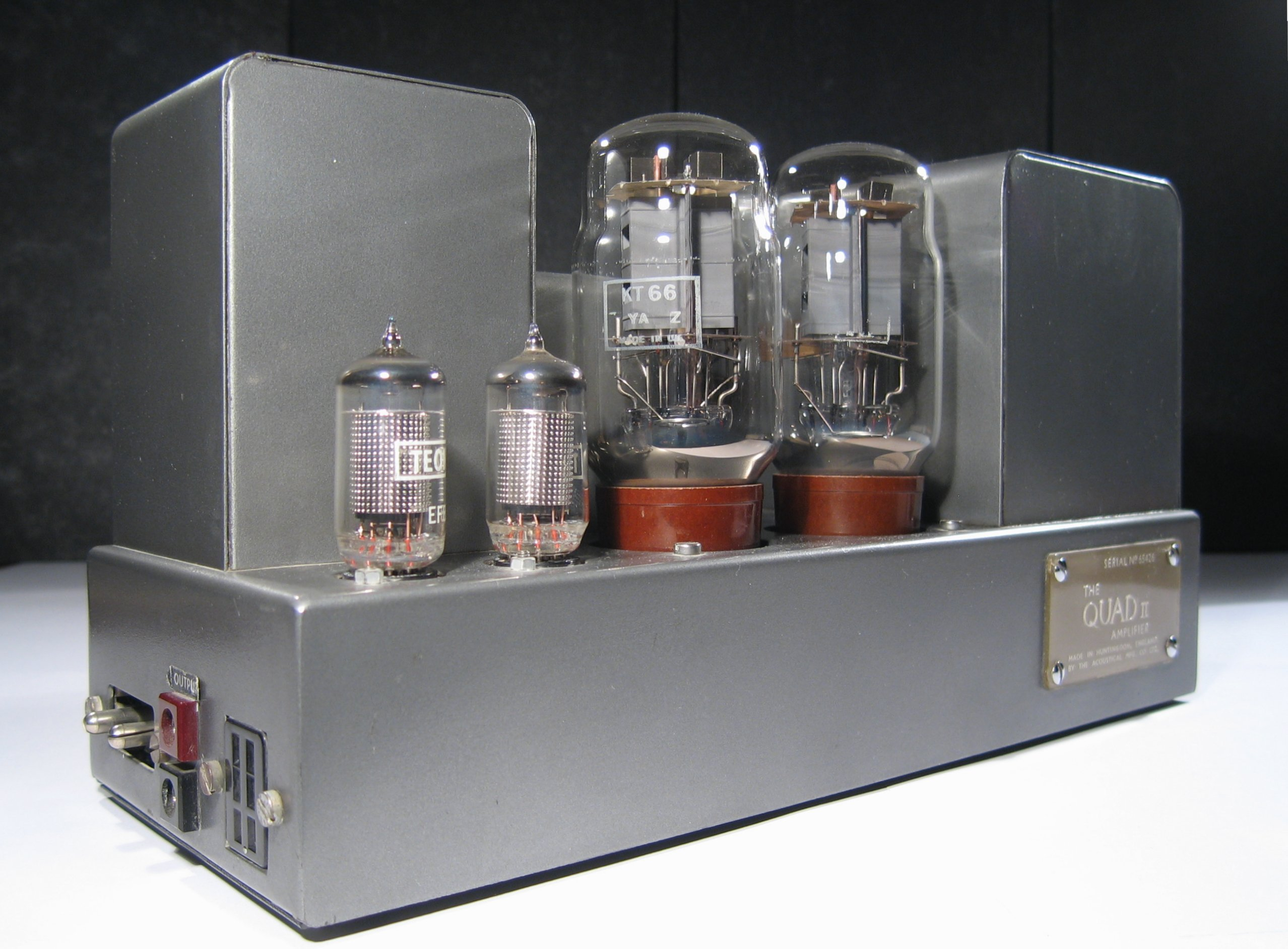
QUAD-II-Audioverstärker mit zwei EF86 als Treiber und zwei Strahlpentoden KT66 als Endstufe
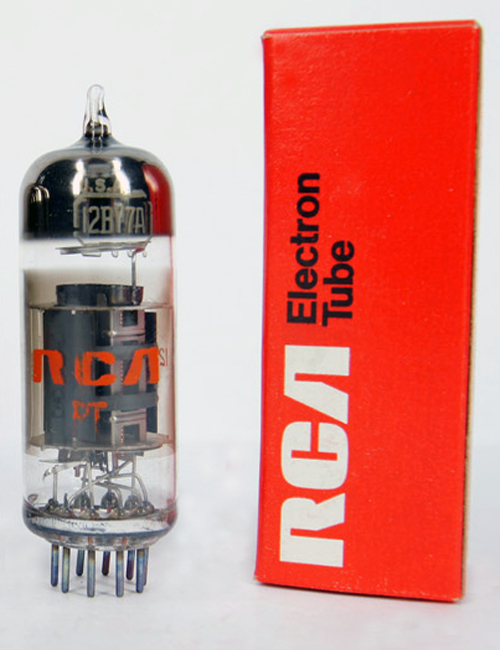
Video-Verstärkerpentode 12BY7A
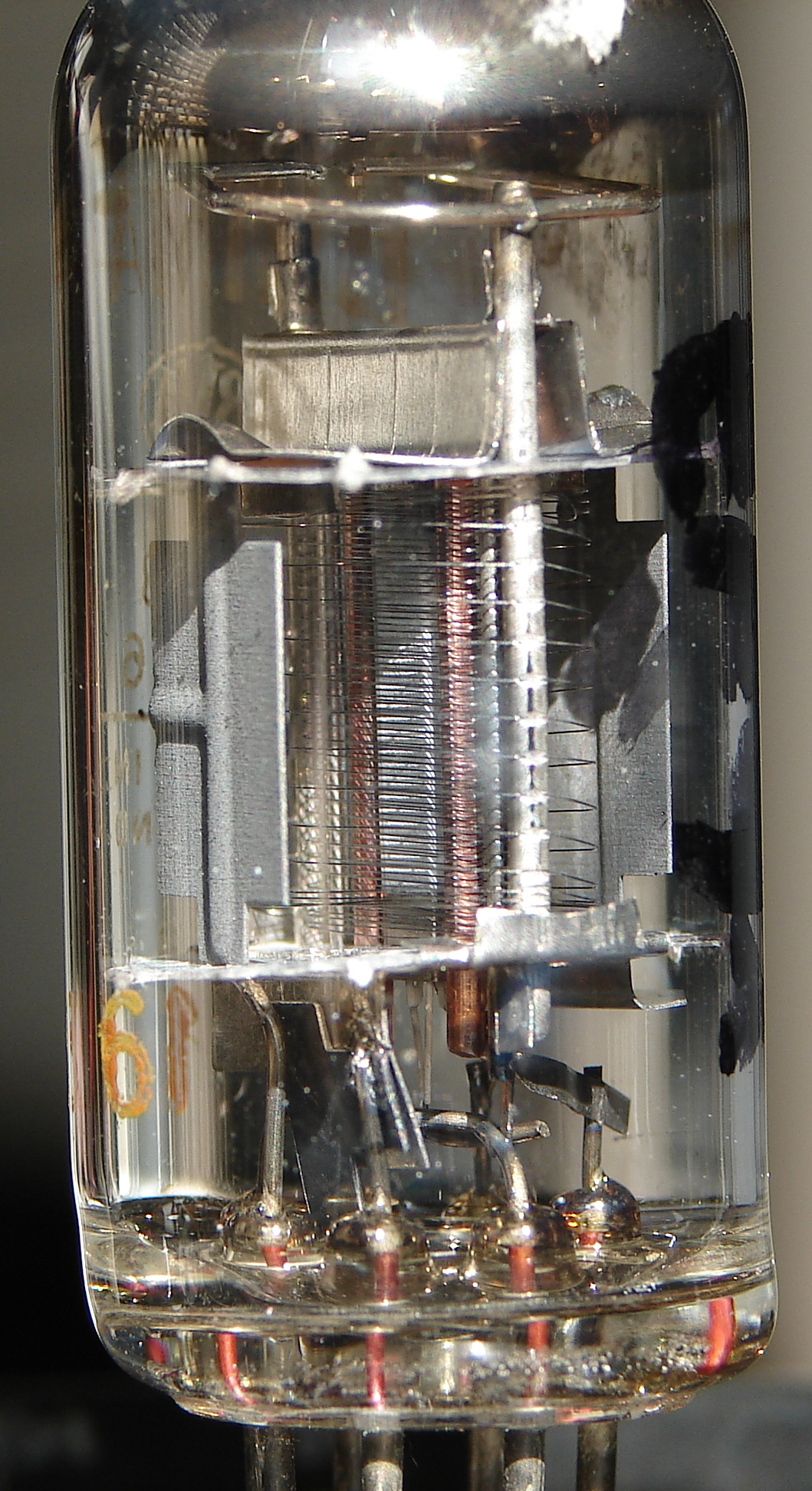
Makroaufnahme einer EF91
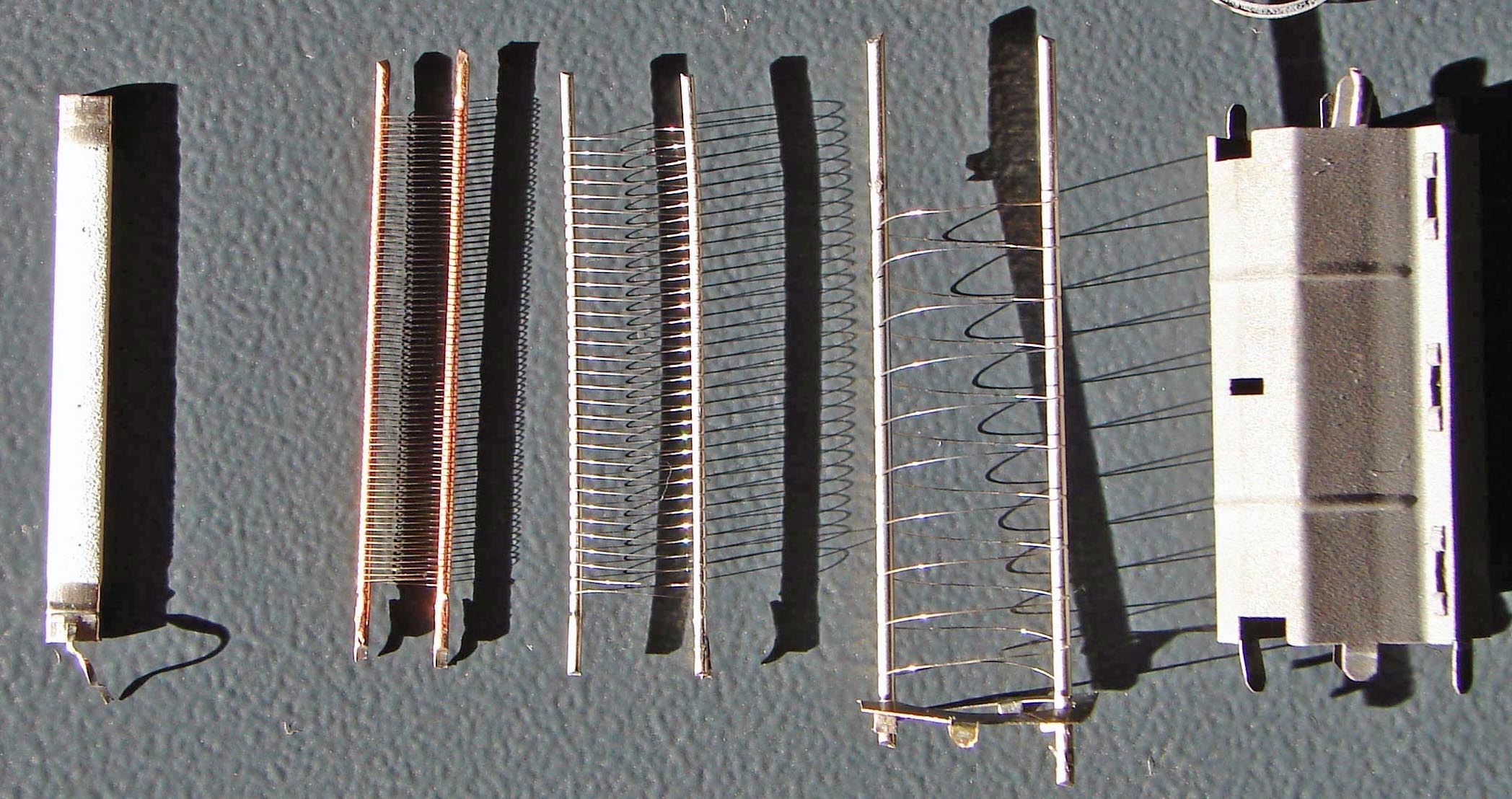
Zerlegte EL84 v. l. n. r.: Kathode, Steuergitter, Schirmgitter, Bremsgitter, Anode
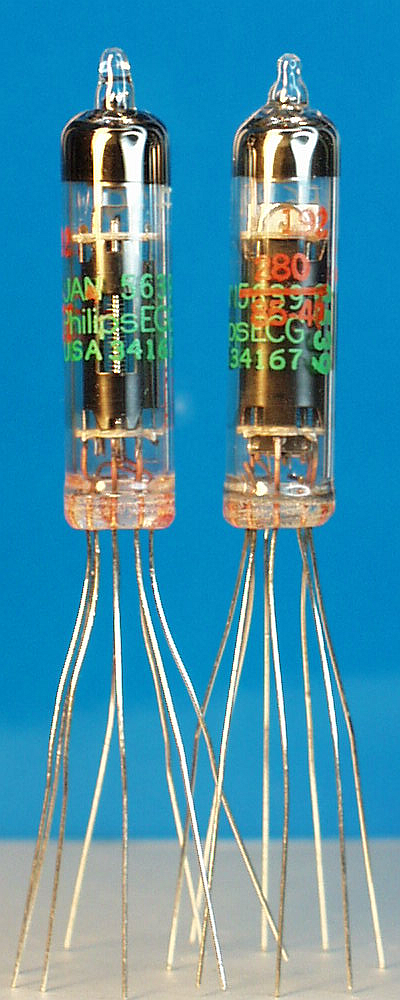
Subminiaturröhren ECG 5639